# Hoa hậu Hoàn vũ 1988
Hoa hậu Hoàn vũ 1988 là cuộc thi Hoa hậu Hoàn vũ lần thứ 37 được tổ chức tại thành phố Đài Bắc, Trung Hoa Dân Quốc vào ngày 23 tháng 5 năm 1988. Cuộc thi có tổng cộng 66 thí sinh tham dự với chiến thắng thuộc về người đẹp Porntip Nakhirunkanok của Thái Lan. Cuộc thi Hoa hậu Hoàn vũ 1988 được công nhận là "Năm của Viễn Đông" với sự kiện có tới 4 người đẹp châu Á lọt vào Top 5 chung cuộc.

## Kết quả

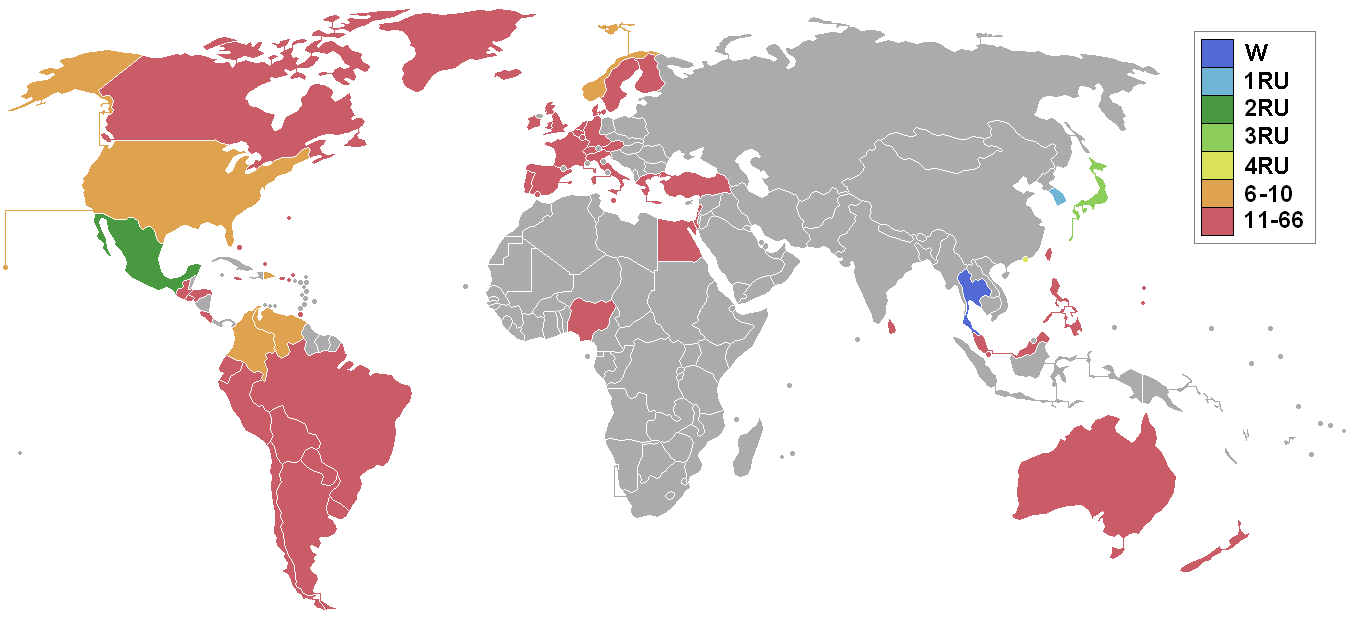
Các quốc gia và vùng lãnh thổ tham gia Hoa hậu Hoàn vũ 1988 và kết quả.

### Thứ hạng
| Kết quả              | Thí sinh |
| -------------------- | --- |
| Hoa hậu Hoàn vũ 1988 | - Thái Lan – Porntip Nakhirunkanok |
| Á hậu 1              | - Hàn Quốc – Jang Yoon-jeong |
| Á hậu 2              | - Mexico – Amanda Olivares |
| Á hậu 3              | - Nhật Bản – Mizuho Sakaguchi |
| Á hậu 4              | - Hồng Kông – Dương Bảo Linh |
| Top 10               | - Colombia – Diana Arévalo - Cộng hòa Dominica – Patricia Jimenez - Na Uy – Bente Brunland - Hoa Kỳ – Courtney Gibbs - Venezuela – Yajaira Vera |

### Thứ tự gọi tên
| 1. Hồng Kông 2. Cộng hòa Dominica 3. Mexico 4. Hoa Kỳ 5. Nhật Bản 6. Thái Lan 7. Hàn Quốc 8. Colombia 9. Na Uy 10. Venezuela | 1. Mexico 2. Hồng Kông 3. Hàn Quốc 4. Nhật Bản 5. Thái Lan |

## Các giải thưởng đặc biệt
| Giải thưởng                 | Thí sinh                           |
| --------------------------- | ---------------------------------- |
| Hoa hậu Thân thiện          | - Guam – Liza Marie Camacho        |
| Hoa hậu Ảnh                 | - Anh – Tracey Williams            |
| Trang phục dân tộc đẹp nhất | - Thái Lan – Porntip Nakhirunkanok |

## Hội đồng giám khảo
- Emilio Estefan - nhạc sĩ, nhà sản xuất người Mỹ gốc Cuba, người đã giành được 19 giải Grammy
- Ole Henriksen - chuyên gia chăm sóc da của Đan Mạch
- Barbara Palacios – Hoa hậu Hoàn vũ 1986 đến từ Venezuela
- Dick Rutan - sĩ quan Không quân Hoa Kỳ, phi công chiến đấu, phi công thử nghiệm
- Susan Ruttan - diễn viên người Mỹ
- Valentino - nhà thiết kế thời trang người Ý
- Jeana Yeager - nữ phi công người Mỹ
- Fernando Allende - ca sĩ, diễn viên, nhà sản xuất phim và đạo diễn phim người Mexico
- Ron Greschner - cầu thủ khúc côn cầu trên băng người Canada
- Olivia Margarette Brown - diễn viên người Mỹ
- Yung Hsiu Hsin - giáo sư âm nhạc của Đại học Sư phạm Quốc gia Đài Loan và Đại học Văn hóa Trung Quốc

### Chung kết
| \| Quốc gia/Vùng lãnh thổ \| Trung bình sơ bộ \| Phỏng vấn \| Áo tắm \| Dạ hội \| Trung bình bán kết \| \| ---------------------- \| ---------------- \| ---------- \| ---------- \| ---------- \| ------------------ \| \| Thái Lan \| 9.719 (1) \| 9.83 (1) \| 9.784 (1) \| 9.852 (1) \| 9.822 (1) \| \| Hàn Quốc \| 8.795 (3) \| 9.453 (2) \| 9.463 (2) \| 9.630 (2) \| 9.515 (2) \| \| Mexico \| 8.497 (7) \| 8.266 (3) \| 9.144 (3) \| 8.233 (3) \| 9.214 (3) \| \| Nhật Bản \| 8.409 (9) \| 8.922 (4) \| 8.866 (5) \| 8.944 (5) \| 8.910 (4) \| \| Hồng Kông \| 8.505 (6) \| 8.744 (6) \| 8.666 (7) \| 9.074 (4) \| 8.828 (5) \| \| Cộng hòa Dominica \| 9.052 (2) \| 8.833 (5) \| 8.688 (6) \| 8.744 (8) \| 8.768 (6) \| \| Venezuela \| 8.518 (5) \| 8.543 (8) \| 8.900 (4) \| 8.811 (7) \| 8.751 (7) \| \| Hoa Kỳ \| 9.144 (1) \| 8.522 (9) \| 8.621 (8) \| 8.943 (6) \| 8.695 (8) \| \| Colombia \| 8.440 (8) \| 8.712 (7) \| 8.588 (9) \| 8.644 (9) \| 8.648 (9) \| \| Na Uy \| 8.368 (10) \| 7.555 (10) \| 7.977 (10) \| 8.077 (10) \| 7.869 (10) \| | Hoa hậu Á hậu 1 Á hậu 2 Á hậu 3 Á hậu 4 Top 10 (#) Xếp hạng ở mỗi phần thi |            |            |            |                    |
| Quốc gia/Vùng lãnh thổ | Trung bình sơ bộ                                                           | Phỏng vấn  | Áo tắm     | Dạ hội     | Trung bình bán kết |
| Thái Lan | 9.719 (1)                                                                  | 9.83 (1)   | 9.784 (1)  | 9.852 (1)  | 9.822 (1)          |
| Hàn Quốc | 8.795 (3)                                                                  | 9.453 (2)  | 9.463 (2)  | 9.630 (2)  | 9.515 (2)          |
| Mexico | 8.497 (7)                                                                  | 8.266 (3)  | 9.144 (3)  | 8.233 (3)  | 9.214 (3)          |
| Nhật Bản | 8.409 (9)                                                                  | 8.922 (4)  | 8.866 (5)  | 8.944 (5)  | 8.910 (4)          |
| Hồng Kông | 8.505 (6)                                                                  | 8.744 (6)  | 8.666 (7)  | 9.074 (4)  | 8.828 (5)          |
| Cộng hòa Dominica | 9.052 (2)                                                                  | 8.833 (5)  | 8.688 (6)  | 8.744 (8)  | 8.768 (6)          |
| Venezuela | 8.518 (5)                                                                  | 8.543 (8)  | 8.900 (4)  | 8.811 (7)  | 8.751 (7)          |
| Hoa Kỳ | 9.144 (1)                                                                  | 8.522 (9)  | 8.621 (8)  | 8.943 (6)  | 8.695 (8)          |
| Colombia | 8.440 (8)                                                                  | 8.712 (7)  | 8.588 (9)  | 8.644 (9)  | 8.648 (9)          |
| Na Uy | 8.368 (10)                                                                 | 7.555 (10) | 7.977 (10) | 8.077 (10) | 7.869 (10)         |

## Thành phố đăng cai
Helsinki, Phần Lan được bầu làm thành phố đăng cai sau khi Bob Barker tuyên bố ông sẽ dẫn chương trình cho cuộc thi năm 1988. Vào ngày 3 tháng 1 năm 1988, thị trưởng của Helsinki, Raimo Ilaskivi, thông báo rằng thành phố của ông đã rút lui tổ chức cuộc thi do vấn đề kĩ thuật và tài chính. Ngày hôm sau, cuộc thi chính thức được thông báo rằng sẽ được chuyển đến Đài Bắc.

## Thí sinh tham gia
| - Argentina – Claudia Gabriela Pereyra - Úc – Vanessa Lynn Gibson - Áo – Maria Steinhart - Bahamas – Natasha Christine Pinder - Bỉ – Daisy Van Cauwenbergh - Bermuda – Kim Lightbourne - Bolivia – Ana María Pereyra - Brazil – Isabel Cristina Beduschi - Quần đảo Virgin (Anh) – Nelda Felecia Farrington - Canada – Melinda Gillies - Chile – Verónica Romero Carvajal - Colombia – Diana Patricia Arevalo - Costa Rica – Erika Maria Paoli - Đan Mạch – Pernille Nathansen - Cộng hòa Dominica – Patricia Jimenez - Ecuador – Cecilia Pozo Caminer - Ai Cập – Amina Samy Shelbaya - El Salvador – Ana Margarita Vaquerano Celarie - Anh – Tracey Williams - Phần Lan – Nina Carita Bjornstrom - Pháp – Claudia Frittolini - Đức – Christiane Kopp - Gibraltar – Mayte Sanchez - Greenland – Nuno Nette Baadh - Guam – Liza Maria Camacho - Guatemala – Silvia Mansilla - Hà Lan – Annabet Reindina Berendsen - Honduras – Jacqueline Herrera Mejia - Hồng Kông – Dương Bảo Linh - Iceland – Anna Margret Jonsdóttir - Ireland – Adrienne Rock - Israel – Shirly Ben Mordechay - Ý – Simona Ventura | - Jamaica – Leota Suah - Nhật Bản – Mizuho Sakaguchi - Hàn Quốc – Jang Yoon-Jung - Liban – Eliane George Fakhoury - Luxembourg – Lydie Garnie - Malaysia – Linda Chee Ling Lum - Malta – Stephanie Spiteri - Mexico – Amanda Olivares - New Zealand – Lana Coc-Kroft - Nigeria – Omasan Tokurbo Buwa - Quần đảo Bắc Mariana – Ruby Jean Hamilton - Na Uy – Bente Brunland - Paraguay – Marta Noemi Acosta - Perú – Katia Escudero Lozano - Philippines – Perfida Reyes Limpin - Bồ Đào Nha – Isabel Martins da Costa - Puerto Rico – Isabel Maria Pardo - Scotland – Amanda Laird - Singapore – Audrey Ann Tay - Tây Ban Nha – Sonsoles Artigas Medero - Sri Lanka – Deepthi Alles - Thụy Điển – Annika Davidsson - Thụy Sĩ – Gabriela Bigler - Trung Hoa Dân Quốc – Hồ Phỉ Thúy - Thái Lan – Porntip Nakhirunkanok - Trinidad và Tobago – Cheryl Ann Gordon - Thổ Nhĩ Kỳ – Meltem Hakarar - Quần đảo Turks và Caicos – Edna Elizabeth Smith - Uruguay – Carla Trombotti - Hoa Kỳ – Courtney Gibbs - Quần đảo Virgin (Mỹ) – Heather Carty - Venezuela – Yajaira Cristina Vera Roldán - Wales – Lise Marie Williams |

## Chú ý

### Trở lại
- Lần cuối tham gia vào năm 1964:
  -  Trung Hoa Dân Quốc
- Lần cuối tham gia vào năm 1985:
  -  Bermuda
- Lần cuối tham gia vào năm 1986:
  -  Bỉ
  -  Gibraltar
  -  Iceland
  -  Luxembourg
  -  Scotland

### Bỏ cuộc
| - Barbados - Belize - Curaçao - Síp - Hy Lạp | - Ấn Độ - Kenya - Panama - Senegal |

### Thay thế
- Pháp – Sylvie Bertin từ chối tham dự cả Hoa hậu Hoàn vũ và Hoa hậu Thế giới. Ban tổ chức cuộc thi quyết định gửi Á hậu 1, Claudia Frittolini thi đấu ở các cuộc thi.